# 跨撒哈拉贸易

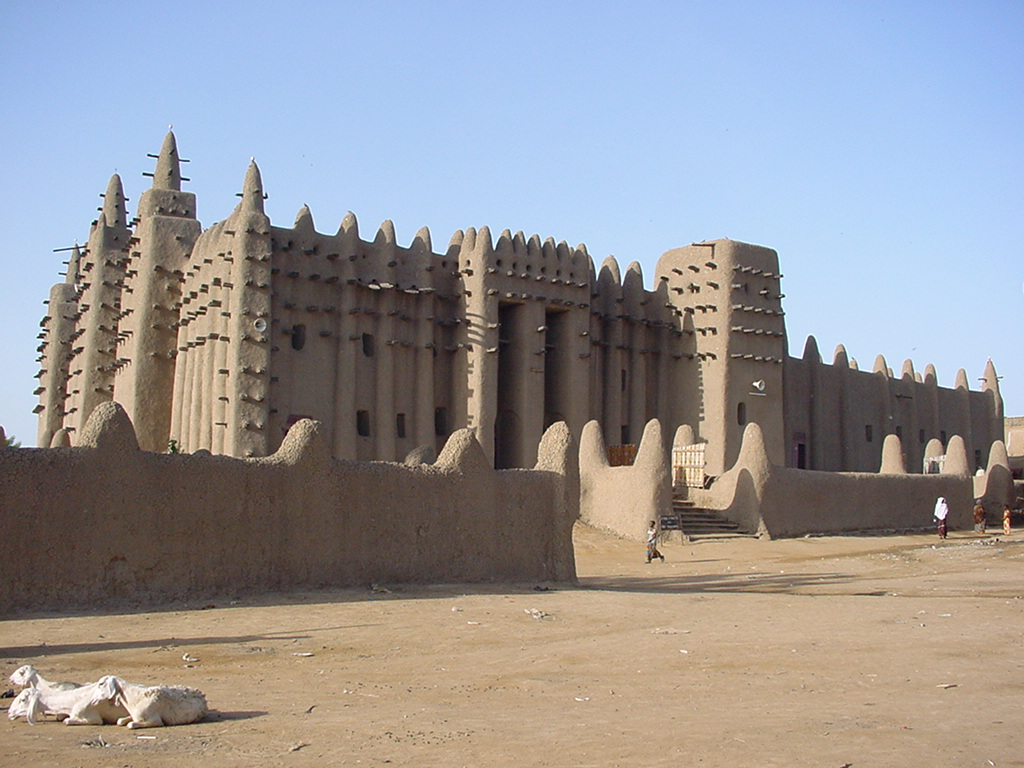
杰内 (Djenné)，一個建立於公元800年的跨撒哈拉貿易樞紐，現為世界文化遺產。

跨撒哈拉貿易為8世紀初至16世紀末期間，地中海南岸的北非馬格里布地區與漠南非洲薩赫勒地區之間的貿易關係，是大航海時代前人類最重要的貿易路線之一。7世纪以后，阿拉伯人来到北非并控制了撒哈拉商道贸易。8~11世纪为商道贸易的发展时期，11世纪中叶~16世纪末为全盛时期，此后走向低潮。
費爾南·布勞岱爾曾在其《世界觀》一書指出：「（跨撒哈拉貿易）與跨大西洋貿易一樣，除特殊狀況外，一般須有一定的预期利润才值得冒險啟程。但与跨大西洋贸易不同的是，撒哈拉沙漠中一直都有一群人以當地為基地做區域性的貿易。」 
跨撒哈拉貿易主要依靠單峰駱駝组成的商隊進行，這些駱駝在编入商隊前會事先在出發點養肥數月之久。根據使用過商隊的阿拉伯商人伊本·白图泰的說法，每個商隊平均有一千隻駱駝，有時甚至用到12,000隻。商隊的嚮導是高薪請來的柏柏爾族人，因為他們清楚撒哈拉沙漠的情況，而且在通过其他遊牧部落时可以確保商隊的安全。商隊的生存危机重重，需要倚靠團隊的和諧運作。通常因為商隊無法一次攜帶全程所需的水，擅跑的人會先被派往前方的綠洲，如此可以把水在商隊抵達綠洲前數天就運給商隊。

## 早期的跨撒哈拉贸易
尼罗河谷附近的小型贸易路线已经存在了数千年，但是在驯化骆驼前，横穿撒哈拉沙漠是非常困难的。一些物品和原材料在远离它们原产地的地方被发现，这在考古学上证明了特别是在最西端,沙漠最狭窄的地方有貿易的行為。在古典文学中，也有一些貿易接触的例子, 好比說奥达哥斯特(Aoudaghost)城的形成發展可能來自於于這些有限的貿易，但這不能證明所有在這區域的都市化都是由於這小型貿易而產生的。
在南部撒哈拉当时的石窟壁画描绘了马拉马车的场景，引发了马车在当时被应用的猜测。但是，在这一区域并没有发现同时代的马的骸骨，并且由于负载较小以及不適應沙漠氣候，马亦非合适的贸易运载方式。
这个地区最早的驯养骆驼的证据可以追溯至三世紀。因柏柏爾人使用骆驼使得撒哈拉范围内的贸易能變得更频繁，但日常的贸易路线直到七世纪伊斯蘭教開始傳入西非才形成。发展出的贸易路线主要有两条: 第一条路线穿越沙漠西部，从摩洛哥至尼日爾河；第二条由現代突尼西亞至乍得湖区域。这些路线相对较短，而且被路途上經過的少數绿洲网络限制而難以更動。在这个区域以东，利比亚以南则是無法通過,没有绿洲且充满强烈沙漠风暴的區域。从尼日尔河湾通往埃及的路线在十世纪因過度危险而被废弃。

## 中世纪的跨撒哈拉贸易

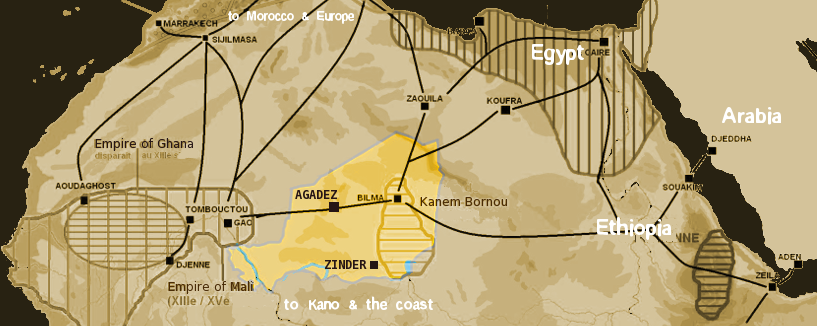
跨撒哈拉贸易路線

位于今日毛利塔尼亚南部的加纳帝国伴随着撒哈拉贸易的發展而崛起。撒哈拉貿易中主要的有金鹽貿易, 地中海贸易多鹽缺金, 而西非國家則是多金而缺盐。奴隶贸易也很重要，因为很多黑人被送到北面做家庭奴隸, 而西非国家买进训练有素的奴隶军。因這些貿易, 几条商路被开辟出来了，最重要的可能就要数终止于西吉尔马萨和位于現在摩洛哥的东部的Ifriqua的商路了。和其他北非城市一样，在那里柏柏尔商人因為和伊斯兰教的接触增多而促進傳教。 在第八世紀的時候, 穆斯林到了迦納, 使很多迦納很多人改信伊斯蘭教, 這很可能也造成對迦納帝国的貿易有優惠. 在約1050年, 迦納佔領了奥达哥斯特城, 但在Bure附近的新金礦降低了在城內的貿易, 反而使索索人受益. 索索人後來成立了王國。
像加纳一样，马里也是个穆斯林王国。在它的统治下，金盐贸易继续进行着。 另外，相对次要的贸易货物是奴隶，来自南方的可乐果，玻璃珠，和来自北方作为流通货币的寶螺。 在馬里王國的統治下, 在河岸的大城 —包括 加奧和— 都興盛起來了,特別像廷巴克图的財富還在歐洲出名。 在西南非大草原及森林的交界區還發展了重要的貿易中心, 像是贝格霍和Bono Manso (現在的加納) 還有邦杜庫 (現在的象牙海岸)。在西方的交易路線持續擁有其重要的地位, 像在現在茅利塔尼亞境內的瓦丹, 瓦拉塔 和 欣蓋提成為主要的貿易中心,而在Assodé(現在阿加德茲)境內的圖瓦雷克城市則是沿著東方的交易路線發展, 而成為現在的。
东部跨撒哈拉贸易路線使得地处乍得湖地区长久的卡奈姆－博尔努帝国兴起。這條商路并不便捷，只有当西边有動乱的时候（比如阿蒙哈德占领期间）才发挥作用。

## 跨撒哈拉贸易的衰落
非洲西海岸的葡萄牙旅行者们为欧洲和西非的贸易开拓了一条新的道路。 在十六世紀初期，欧洲人已经在海岸地区牢牢扎根，对西非来说，与富裕的欧洲人做生意成为头等重要的大事，北非在政治与经济方面的重要性均在下降。虽然穿越撒哈拉沙漠的旅程仍然是漫长而充满危险的，但对跨撒哈拉贸易的主要打击是1591-1592年的摩洛哥战争。摩洛哥军队穿越撒哈拉沙漠袭击廷巴克图(Timbuktu)，加奥(Gao)以及其他一些重要的贸易中心。他们破坏建筑和财物，并且流放市民。这场对贸易的破坏致使这些城市的重要性戏剧般的下降，最终由于仇恨导致贸易减少了相当的幅度。
雖然貿易金額大幅地減少,貫通撒哈拉的貿易仍然繼續。可是通往西非海岸的貿易路線變得越來越簡易,特別是經過法國 在1890年向西非荒漠草原的侵略及後來非洲內陸鐵路的建築。一条计划中的从达喀尔经由尼日尔到阿尔及尔的铁路线最终没有建造。随着二十世纪六十年代此地区国家的纷纷独立，众多的国境线造成北-南之间的道路难以畅通。这些国家的政府对西撒哈拉和中撒哈拉的柏柏尔人的民族独立运动怀有敌意。因此，这些政府几乎没有做出任何努力去保持或支持跨撒哈拉贸易。二十世纪九十年代的“柏柏尔人大叛乱”和阿尔及利亚内战使得很多道路被关闭，这进一步中断了这条跨撒哈拉的贸易之路。
如今，穿越撒哈拉的少数柏油碎石路和同样少数的卡车仍然进行着跨撒哈拉贸易，特别是燃料和盐。在传统的商路上基本上已经见不到骆驼了，但从阿加德兹到比尔马和廷巴克图到Taoudenni的短途路线上，骆驼还是经常被使用（雖然數量較少）。图阿雷格人中的一些仍然延用着这些传统的商路，经常每年骑骆驼6个月跋涉1500英里穿越撒哈拉，从沙漠中心向边缘贩盐。1

## 註解
^  注解1： 請觀看 國家地理頻道 系列 非洲 (2001), Episode 2 "Desert Odyssey"。此集跟随一个图阿雷格人的部落经6个月乘骆驼穿越撒哈拉沙漠。